# William R. Sears
William Rees Sears (Minneapolis, 1 de março de 1913 — Tucson, 12 de outubro de 2002) foi um engenheiro aeronáutico estadunidense.